# Provincie L'Aquila
L'Aquila (Provincia dell'Aquila) je provincie v oblasti Abruzzo bez přístupu k moři. Sousedí na severu s provincií Teramo, na východě s provinciemi Pescara a Chieti, na jihovýchodě s provincií Isernia a na západě s provinciemi Frosinone, Roma a Rieti.

## Okolní provincie
| Růžice kompasu | Rieti     | Teramo             | Pescara | Růžice kompasu |
| Růžice kompasu | Roma      | Sever              | Chieti  | Růžice kompasu |
| Růžice kompasu | Roma      | Provincie L'Aquila | Chieti  | Růžice kompasu |
| Růžice kompasu | Roma      | Jih                | Chieti  | Růžice kompasu |
| Růžice kompasu | Frosinone |                    | Isernia | Růžice kompasu |